# Impedância complexa
A impedância complexa é a impedância composta de resistência pura e reatância, podendo portanto ser expressa por uma quantidade complexa da forma R+jX, ou R-jX.
A relação entre impedância, resistência e reatância é dada por:
{\displaystyle Z=R+jX\,}
Onde: Z é a impedância em ohms; R é a resistência em ohms; X é a reatância em ohms.
Para calcular o seu modulo na forma polar é só extrair a raiz da soma dos quadrados dos valores.
A reatância é indicada pelo símbolo X, sendo:
X < 0
A reatância é capacitiva (XC) e o seu valor em ohms é dado por:
{\displaystyle X_{C}={\frac {-1}{2\pi fC}}\,}
onde C é a capacitância dada em Faradays, f é a frequência dada em Hertz, Π é o Pi (3,14159...).
X > 0
A reatância é indutiva (XL) e o seu valor em ohms é dado por:
{\displaystyle X_{L}=2\pi fL\,\!}
onde L é a Indutância dada em Henrys, f é a frequência dada em Hertz, Π é o Pi (3,14159...).
X = 0
A impedância é igual à resistência ôhmica e o circuito é dito como puramente resistivo.